# ایلوکا ریسورسز
ایلوکا ریسورسز (انگلیسی: Iluka Resources) شرکت معدن استرالیایی است، که در سال ۱۹۹۸ تأسیس شد.